# Грибки (Мядельський район)
Грибки (біл. вёска Грыбкі) — село в складі Мядельського району Мінської області, Білорусь. Село підпорядковане Кривицькій сільській раді, розташоване в північній частині області.